# Entypesidae
Entypesidae es una familia de las arañas Mygalomorphae africanas. Se describió por primera vez en 2020 e incluye tres sinonimias trasladadas desde las arañas de trampa de tela en embudo (familia Nemesiidae).

## Sinonimia
A junio de 2020, el Catálogo mundial de arañas acepta las siguientes sinonimias:
- Entypesa Simon, 1902 - Madagascar, Sudáfrica
- Hermacha Simon, 1889 - América del Sur, África
- Lepthercus Purcell, 1902 - Sudáfrica